# Indvielse af Rødvig Fiskerihavn
|  | Denne artikel er oprettet af botten Steenthbot ud fra en ekstern database. Den kan derfor have sproglige fejl eller mangler. Denne skabelon kan fjernes efter kontrol af indholdet. |

Indvielse af Rødvig Fiskerihavn er en dansk dokumentarisk optagelse fra 1943.

## Handling
Kronprins Frederik IX indvier Rødvig Fiskerihavn den 27. maj 1943. Børn med flag, spejdere, musikkorps og mange borgere er med til åbningen.

## Medvirkende
- Kong Frederik IX